# Marcel Merle
Pour les articles homonymes, voir Merle (homonymie).
Marcel Merle, né le 30 août 1923 à Saumur et mort le 10 mai 2003 à Paris, était un universitaire français, spécialiste des relations internationales.

## Biographie
Après une thèse consacrée au Procès de Nuremberg, il réussit l'agrégation de droit public en 1950 et commence à enseigner à l’Institut d'études politiques de Bordeaux, qu'il dirige de 1957 à 1967. En 1969, il fonde l'UFR de sciences politiques de l'université Panthéon-Sorbonne en 1969 où il enseigne jusqu'à sa retraite en 1990.
Il fut invité dans de nombreuses universités étrangères, notamment en Égypte, au Maroc, au Sénégal, au Congo, au Cameroun et en Tunisie.
Il fut également expert du gouvernement français auprès de l’Organisation des Nations Unies (1953) et consultant pour l’Unesco (1966).
Membre de nombreuses associations universitaires, comme l'Association française de science politique, il était aussi un intellectuel engagé, au sein de la commission pontificale Justice et Paix dont il fut membre de 1977 à 1984. Il était également un collaborateur régulier du journal La Croix.

## Publications
- Le procès de Nuremberg et le châtiment des criminels de guerre, Paris, Pedone, 1949 ;
- La Vie internationale, Paris, Armand Colin, 1963 ;
- Pacifisme et Internationalisme, Paris, Armand Colin, 1966 ;
- (dir.), Les Églises chrétiennes et la décolonisation, Paris, Armand Colin, 1967 ;
- L'anticolonialisme européen de Las Casas à Karl Marx, Paris, Armand Colin, 1969 ;
- Sociologie des relations internationales, Paris, Dalloz, 1974 ;
- Forces et enjeux dans les relations internationales, Paris, Economica, 1980 ;
- La politique étrangère, Paris, PUF, 1984 ;
- Les acteurs dans les relations internationales, Paris, Economica, 1986 ;
- Les acteurs dans les relations internationales, Paris, Éditions du Centurion, 1988 ;
- Futurs antérieurs, Paris, Dolphen,1990 ;
- La crise du Golfe et le nouvel ordre international, Paris, Economica, 1991  (ISBN 978-2-7178-2161-1) ;
- Bilan des relations internationales contemporaines, Paris, Economica, 1995.

## Récompenses et distinctions

### Décorations
- Chevalier de la Légion d'honneur ;
- Officier de l'ordre national du Mérite ;
- Commandeur de l'ordre des Palmes académiques ;
- Chevalier de l'ordre de l’Étoile noire Bénin.